# Anschlussstelle Endenich
Die Anschlussstelle Endenich (umgangssprachlich: Endenicher Ei) verbindet die A 565 mit der B 56. Die Brücke der B 56 über die Autobahn, welche die Bonner Stadtteile Endenich (Hermann-Wandersleb-Ring) und Weststadt (Endenicher Straße) verbindet, bildet einen Kreisverkehr. Diese runde Bauweise erklärt den Beinamen Endenicher Ei.